# Ayumu Yokoyama
Pour les articles homonymes, voir Yokoyama.
Ayumu Yokoyama (横山 歩夢, Yokoyama Ayumu), né le 4 mars 2003 à Tokyo au Japon, est un footballeur japonais qui joue au poste d'attaquant au KRC Genk.

## Biographie

### En club
Né à Tokyo au Japon, Ayumu Yokoyama commence le football au FC Tucano puis il joue pour l'équipe de l'Université de Tokai Takanawadai, où il se distingue notamment par sa vitesse, et intéresse des clubs professionnels.
Le 13 novembre 2020, le Matsumoto Yamaga annonce l'acquisition d'Ayumu Yokoyama à partir de la saison suivante.
Il fait ses débuts en professionnel avec ce club, le 28 février 2021, lors de la première journée de la saison 2021 de J2 League, la deuxième division japonaise, face au Renofa Yamaguchi. Il entre en jeu et les deux équipes se neutralisent (0-0 score final).
En janvier 2023, Ayumu Yokoyama rejoint le Sagan Tosu. Le transfert est annoncé dès le 20 décembre 2022.
C'est avec ce club qu'il fait ses débuts en J1 League, la première division japonaise, le 18 février 2023, à l'occasion de la première journée de la saison 2023 face au Shonan Bellmare. Il entre en jeu à la place d'Akito Fukuta lors de cette rencontre perdue par son équipe sur le score de cinq buts à un.
Le 10 août 2024, Ayumu Yokoyama rejoint l'Angleterre et le club du Birmingham City FC. Il signe un contrat de trois ans, soit jusqu'en juin 2027.
Le 4 février 2025, Ayumu Yokoyama rejoint la Belgique en étant prêté au KRC Genk jusqu'à la fin de la saison afin d'intégrer l'équipe réserve du club.

### En sélection
Ayumu Yokoyama représente l'équipe du Japon des moins de 20 ans, jouant son premier match le 31 mars 2022 contre l'Algérie. Il est titularisé et son équipe s'impose par un but à zéro.

## Palmarès

### En club
- Champion de League One en 2024-25 avec Birmingham City.